# سیستم طبقه‌بندی متحد خاک

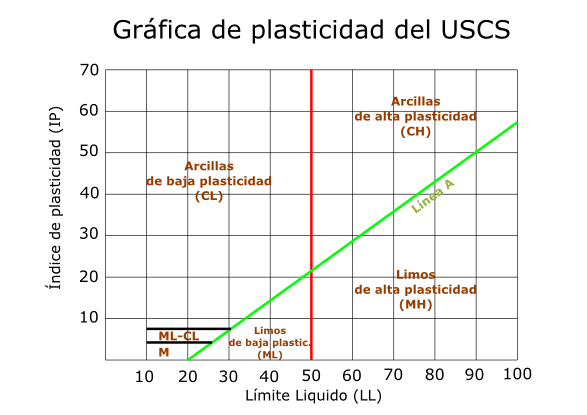
نمودار برای طبقه بندی خاک های ریز توسط سیستم USCS.

سیستم طبقه‌بندی متحد خاک که در انگلیسی به اختصار USCS خوانده می‌شود، یک سیستم طبقه‌بندی خاک است که در مهندسی و زمین‌شناسی برای توصیف بافت و اندازه دانه‌های خاک استفاده می‌شود. در این روش هر دسته با دو حرف مشخص می‌شود.
| حرف | تعریف    |
| --- | -------- |
| G   | شن       |
| S   | ماسه     |
| M   | لای      |
| C   | رس       |
| O   | ماده آلی |

| حرف | تعریف                                          |
| --- | ---------------------------------------------- |
| P   | درجه‌بندی ضعیف (بسیاری از دانه‌های تقریباً یکسان) |
| W   | درجه‌بندی ضعیف (اندازه‌های مختلف دانه)           |
| H   | محدویت بالای مایع                              |
| L   | محدویت پایین مایع                              |